# 天草市立大江小学校
天草市立大江小学校（あまくさしりつ おおえしょうがっこう）は、かつて熊本県天草市天草町大江にあった小学校。

## 沿革
- 1876年（明治9年）3月 - 創立
- 1887年（明治20年）4月1日 - 尋常大江小学校と称す
- 1892年（明治25年）6月 - 大江尋常小学校と改称
- 1904年（明治37年）4月19日 - 大江尋常高等小学校と改称
- 1907年（明治40年）2月7日 - 向辺田分教室設置
- 1913年（大正2年）9月 - 軍ヶ浦分教室設置
- 1941年（昭和16年） - 国民学校令により大江国民学校と改称
- 1947年（昭和22年） - 学制改革により大江村立大江小学校と改称
- 1956年（昭和31年） - 天草町立大江小学校と改称
- 1975年（昭和50年） - 軍ヶ浦分校廃止
- 2004年（平成16年） - 向辺田分校を牛深市立二浦小学校へ統合
- 2006年（平成18年） - 天草町が新設合併により天草市になる。天草市立大江小学校と改称。
- 2013年（平成25年） - 天草市立下田北小学校、天草市立下田南小学校、天草市立高浜小学校、天草市立福連木小学校と統合し天草市立天草小学校となる

## 学校周辺
- 国道389号
- 天草灘